# Pacte mondial pour l'environnement
Le projet de Pacte mondial pour l’environnement (Global Pact for the Environment en anglais) trouve son origine dans une initiative lancée en 2017 par un réseau d’une centaine d’experts de renom (professeurs, juges, avocats) représentant tous les continents, connu comme « Groupe d’experts pour le Pacte » (GEP) et présidé par Laurent Fabius.
Le 10 mai 2018, l’Assemblée générale des Nations unies a adopté par 143 voix pour, 5 voix contre (États-Unis, Russie, Syrie, Turquie et Philippines) et 7 abstentions (Arabie saoudite, Biélorussie, Iran, Malaisie, Nicaragua, Nigéria et Tadjikistan) une résolution ouvrant la voie vers la négociation d’un Pacte mondial pour l’environnement (Résolution A/72/L.51 du 10 mai 2018 « Vers un Pacte mondial pour l’environnement »).
Le processus de négociations est à ce stade achevé. En mars 2022, a été adoptée la « Déclaration politique » lors de la cinquième session de l’Assemblée des Nations unies pour l’environnement de 2022,.

## Objectifs
Le projet de Pacte a pour objectif de reconnaître les droits et devoirs des citoyens et des gouvernants vis-à-vis de la Planète. Il s’agit de pallier les lacunes du droit international de l’environnement et de contribuer à l’émergence d’un cadre juridique mondial plus protecteur des équilibres naturels. En effet, si les Déclarations de Stockholm de 1972 et de Rio de 1992 reconnaissent les principes généraux du droit de l’environnement qui font aujourd’hui consensus, ces textes, d’une grande portée politique et symbolique, sont dépourvus de force juridique. 
Le Pacte, pour sa part, serait un traité multilatéral, doté de force juridique, visant à consacrer les droits environnementaux, ainsi que les grands principes qui doivent guider l’action environnementale. S’inscrivant dans la dynamique créée par l’adoption en 2015 de l’Agenda 2030 de l’ONU et de l’Accord de Paris, il irait plus loin puisqu’à la différence des conventions sectorielles, qui ne visent qu’un secteur particulier (le climat pour l’Accord de Paris, la biodiversité, la pollution, etc.), le Pacte s’appliquerait d’une façon transversale à l’ensemble des politiques environnementales. Ayant vocation à devenir la pierre angulaire du droit international de l’environnement, il est à la fois distinct et complémentaire des conventions sectorielles. Ayant un caractère universel, il est susceptible d’être applicable à l’ensemble des États, sans restriction géographique. Ainsi, s’il était adopté, le Pacte serait le premier traité international sur l’environnement ayant un caractère global. 
Le Pacte vise également à reconnaître une troisième génération de droits fondamentaux, les droits liés à la protection de l’environnement. Il viendrait ainsi compléter l’édifice juridique des normes fondamentales, qui comprend les deux Pactes internationaux de 1966  — l’un relatif aux droits civils et politiques, l’autre aux droits économiques, sociaux et culturels. 
En consolidant et en harmonisant à l’échelle mondiale les principes généraux du droit de l’environnement, le Pacte devrait entraîner une dynamique de renforcement du cadre juridique. Dans chacun des États parties, le législateur devrait, pour mettre en œuvre les principes du Pacte, adopter de nouvelles lois protectrices de l’environnement. Les Cours suprêmes pourront trouver dans les principes du Pacte une source d’inspiration pour leur jurisprudence.

## Origines
Le projet du Pacte mondial pour l’environnement a été proposé en 2017 par un réseau international d’une centaine d’éminents experts (professeurs, juges, avocats) représentant plus de quarante pays du Nord et du Sud, qui s’est formalisé au sein du « Groupe international d’experts pour le Pacte » (GIEP). Le GIEP est présidé par Laurent Fabius, Président du Conseil constitutionnel et ancien Président de la COP 21, et est animé par son Secrétaire général, Yann Aguila, avocat au Barreau de Paris et président de la Commission Environnement du Club des juristes. Il comprend notamment Antonio Herman Benjamin, juge à la Haute Cour nationale du Brésil, Bruce Ackerman, Sterling professeur de droit et de sciences politiques, université Yale, Laurence Boisson de Chazournes, professeure, Université de Genève, David Boyd, professeur de droit, Université de la Colombie-Britannique, rapporteur spécial des Nations unies sur les droits de l’homme et l’environnement, Lord Robert Carnwarth, juge à la Cour suprême du Royaume-Uni, Parvez Hassan, avocat à la Cour suprême du Pakistan, Marie Jacobsson, ancien membre de la Commission du droit international des Nations unies de 2007 à 2016 et rapporteur spécial, Donald Kaniaru, ancien directeur de la mise en œuvre environnementale au PNUE, Swatanter Kumar, ancien juge à la Cour suprême indienne, ancien président du National Green Tribunal indien, Luc Lavrysen, juge à la Cour constitutionnelle de Belgique, Pilar Moraga Sariego, professeure au Centre du droit de l’environnement, Faculté de droit, université du Chili, Tianbao Qin, professeur, université de Wuhan, secrétaire général de la Société chinoisede droit de l’environnement et des ressources naturelles, Nicholas A. Robinson, professeur, École de droit Elisabeth Haub, université de Pace, New York, Jorge E. Vinuales, professeur, université de Cambridge, Margaret Young, professeure associée, faculté de droit, université de Melbourne.
L’idée d’un Pacte mondial pour l’environnement n’est toutefois pas nouvelle. Depuis plus de trente ans, la communauté internationale des juristes appelle les États à adopter un texte codifiant les principes généraux de l’environnement. Dès 1987, le rapport Brundtland mentionnait une liste de « Principes juridiques pour la protection de l’environnement et le développement durable ».De son côté, l’Union internationale pour la conservation de la nature (UICN) proposait en 1995 un projet de Pacte international sur l’environnement et le développement. En 2015, l’adoption d’un tel traité international figurait également parmi les propositions de la Commission Environnement du Club des juristes, dans son rapport « Renforcer l’efficacité du droit international de l’environnement ». D’autres initiatives de la société civile vont dans le même sens. Le projet de 2017 du réseau international d’experts s’inscrit donc dans la continuité des travaux précédents.

## Contenu
Comme l’indique le rapport de présentation du projet de Pacte de 2017, le premier texte rédigé par les experts doit être regardé non pas comme un texte définitif, mais comme une contribution de la société civile internationale à la réflexion des États. S’agissant d’un projet de traité, ce sont en effet en dernier lieu les représentants des États qui devront négocier le texte final du Pacte mondial pour l’environnement.
L'avant-projet de Pacte rédigé en 2017 par les experts du GEP est structuré autour d’un Préambule et de vingt principes, complétés par six articles pour les dispositions finales. Il est fondé sur deux principes sources, un droit et un devoir : le droit à un environnement sain et le devoir de prendre soin de l’environnement. 
Le projet comprend pour l’essentiel une série de principes largement établis et consensuels, qu’il s’agisse de principes substantiels (devoirs de prévention et de réparation des atteintes à l’environnement, principe de précaution, principe d’intégration des objectifs du développement durable dans les politiques publiques) ou de principes procéduraux (droit à l’information, principe de participation du public à l’élaboration des décisions environnementales, droit d’accès à la justice environnementale),. Par ailleurs, l’avant-projet du Pacte propose des innovations, comme la reconnaissance officielle du rôle de la société civile pour la protection de l’environnement ou encore le principe de non-régression, qui interdit de revenir globalement en arrière en matière de législation environnementale.
Enfin, le texte prévoit également des mécanismes de suivi du Pacte permettant d’assurer son effectivité. Le Comité de suivi du Pacte constituerait un lieu d’échange d’expériences entre les États, et formulerait des recommandations utiles à tous, à la lumière des meilleures pratiques nationales.

## Où en est-on ?
L'avant-projet de Pacte a été présenté pour la première fois à Paris le 24 juin 2017, dans le cadre d’un événement international organisé par le Club des juristes dans le Grand Amphithéâtre de la Sorbonne en présence de nombreuses personnalités engagées dans la protection de la planète, telles que Laurent Fabius, Ban Ki-moon, Arnold Schwarzenegger, Mary Robinson, Anne Hidalgo, Laurence Tubiana, Manuel Pulgar-Vidal et Nicolas Hulot,,. 
Le 19 septembre 2017, le projet de Pacte a été présenté dans l’enceinte de l’ONU par le Président de la République française Emmanuel Macron à l’occasion d’un sommet mondial réunissant de nombreux chefs d’État et de gouvernement, en marge de la 72e session de l’Assemblée générale des Nations unies à New York. À cette occasion, le Secrétaire général, António Guterres, le Président de l’Assemblée générale des Nations unies Miroslav Lajčák ainsi que le Directeur exécutif de l’ONU Environnement (Programme des Nations unies pour l’environnement), Erik Solheim, ont manifesté leur appui au projet. 
- Le 10 mai 2018, l’Assemblée générale des Nations unies a adopté la résolution « Vers un Pacte mondial pour l’environnement ». Ce texte ouvre la voie vers la négociation d’un tel Pacte. Il organise les modalités d’examen de ce projet par les instances onusiennes. Il prévoit notamment :
- La présentation avant la fin de l’année 2018 d’un rapport par le Secrétaire général de l’ONU, António Guterres, à l’Assemblée générale, identifiant les lacunes éventuelles du droit international de l’environnement  ; 
- La création d’un groupe de travail à composition non limitée, ouvert à tous les États membres, chargé d’examiner ce rapport et de discuter de la nécessité d’élaborer un projet de nouveau traité international.
Du 5 au 7 septembre 2018, le groupe de travail a tenu à New York une première réunion organisationnelle. Il a fixé le calendrier de trois sessions de négociations, qui se sont tenues à Nairobi, en janvier, mars et mai 2019. Ce groupe a été présidé par deux co-présidents, désignés par le Président de l’Assemblée générale des Nations unies, Miroslav Lajčák. Il s’agit de Francisco António Duarte Lopes, Représentant permanent du Portugal, et de Amal Mudallali, Représentante permanente du Liban,. 
En décembre 2018, le Secrétaire général des Nations unies a publié son rapport sur le Pacte mondial pour l'environnement. Intitulé « Lacunes dans le droit international de l'environnement et les instruments liés à l'environnement : vers un Pacte mondial pour l'environnement », le rapport souligne que le droit international de l'environnement et son application effective pourraient être renforcés par un instrument international global et fédérateur qui regroupe tous les principes du droit de l'environnement. Un tel instrument « pourrait améliorer l'harmonisation, la prévisibilité et la sécurité juridique ». 
En juin 2019, au terme des travaux du groupe de travail à Nairobi, le groupe de travail des États a finalement adopté des recommandations en net retrait par rapport aux propositions initiales des co-chairs. En effet, il a fait le choix d’une simple « Déclaration politique », qui serait adoptée en 2022, à l’occasion du cinquantième anniversaire de la Conférence de Stockholm. Ces recommandations constituent un recul sur l’ambition initiale, qui visait un traité international, légalement contraignant, consacrant les principes généraux du droit de l’environnement.
Le 30 août 2019, l’Assemblée générale des Nations-Unies a adopté la résolution 73/333. Cette dernière « prend note avec satisfaction des travaux du groupe de travail » et elle « souscrit à toutes ses recommandations », ces dernières étant annexées à la résolution. Elle transmet ces recommandations à l’Assemblée des Nations unies pour l’environnement, afin que cette dernière « les examine, et élabore, à sa cinquième session, en février 2021, une déclaration politique en vue de tenir une réunion de haut niveau des Nations Unies, sous réserve de contributions volontaires, dans le contexte de la célébration de la création du Programme des Nations Unies pour l’environnement par la Conférence des Nations Unies sur l’environnement, qui s’est tenue à Stockholm du 5 au 16 juin 1972 ».
Le 8 mai 2020, le Président de l’Assemblée des Nations unies pour l’environnement et le président du Bureau des représentants permanent ont désigné deux co-facilitateurs pour mener à bien le processus de négociations. Ces derniers sont la Pakistanaise Saqlain Syedah et l’Estonien Ado Lohmus. Ces co-facilitateurs mènent des consultations informelles auprès des États afin de préparer la cinquième session de l’Assemblée des Nations unies pour l’environnement de février 2021. Ils ont pour mission de mener à bien ce processus et de superviser la conduite de trois réunions consultatives. La première réunion s’est tenue en juin 2020. La seconde s'est tenue en novembre 2021. L'ultime consultation avant l'adoption de la déclaration politique s'est tenue le 27 février 2022. 
En mars 2022, la "Déclaration Politique" a été adoptée. Cette déclaration mentionne le droit à un environnement sain: "Reconnaissant l'importance d'un environnement propre, sain et durable pour la jouissance des droits de l'homme des droits de l'homme, prenant note de la résolution 48/13 du Conseil des droits de l'homme intitulée "Le droit à un environnement propre, sain et durable".

## Droit à un environnement sain
Dans le prolongement du projet de Pacte mondial pour l’environnement, un mouvement en faveur de la reconnaissance internationale du droit à un environnement sain voit le jour. Dès septembre 2020, un groupe restreint d’Etats (Costa Rica, Maroc, Slovénie, Suisse et Maldives) entame des discussions pour faire reconnaitre ce droit par le Conseil des droits de l’homme des Nations unies.
Le 8 octobre 2021, le Conseil des droits de l’homme adopte la résolution 48/13 par un vote de 43 voix pour, aucune voix contre et 4 abstentions (Chine, Inde, Japon, et Russie). Cette résolution reconnait pour la première fois sur le plan international le droit à un environnement sain comme un droit de l’homme. Celle-ci fait suite à une campagne internationale menée par plus d’un millier d’ONG et quinze agences de l’ONU.
Cette résolution invite en outre l’Assemblée générale des Nations unies à New York à examiner la question. 
Dès le mois de mars 2022, ce même groupe restreint d’Etats (Costa Rica, Maroc, Slovénie, Suisse et Maldives) entame des discussions afin de faire reconnaître ce droit par l’Assemblée générale des Nations unies à New York.
Le 28 juillet 2022,  l'Assemblée générale des Nations unies a adopté, par 161 voix pour, 0 contre et 8 abstentions (Russie, Biélorussie, Cambodge,Chine, Iran, Ethiopie, Kirghizistan, Syrie), une résolution reconnaissant le droit à un environnement propre, sain et durable comme un droit humain pour tous.
Cette résolution fait suite à des mois de mobilisation des organisations de la société civile, parmi lesquelles la Global Pact Coalition, et le leadership du rapporteur spécial pour l’environnement et les droits de l’Homme, David R. Boyd et son prédécesseur, John Knox.
C’est une victoire historique pour la protection de l'environnement et une étape majeure vers une conception des litiges environnementaux fondée sur les droits de l'homme. Elle prouve que le multilatéralisme dans le droit international de l'environnement a toujours un rôle à jouer. 
Bien que les résolutions de l'Assemblée générale ne soient pas des instruments juridiquement contraignants, cette résolution constitue un message politique et symbolique fort promettant l’élaboration et le renforcement de nouvelles normes internationales en matière d'environnement et l’instigation de nouvelles actions en faveur de l'environnement et du climat. La protection de l'environnement est désormais considérée comme un élément essentiel de la protection des droits de l'homme. 
Une telle reconnaissance confère plus de poids au droit à un environnement sain sur la scène internationale.
Ces résolutions pourraient ouvrir la voie, à terme, à l’adoption d’une convention internationale sur le droit à un environnement sain, un tel traité constituerait le prolongement du projet de Pacte mondial pour l’environnement.